# حسین‌آباد (میان‌جلگه)
حسین‌آباد، روستایی در دهستان سالاری بخش بلهرات شهرستان میان‌جلگه در استان خراسان رضوی ایران است.

## جمعیت
بر پایه سرشماری عمومی نفوس و مسکن در سال ۱۳۹۵، جمعیت این روستا برابر با ۱۱۳ نفر (۳۸ خانوار) بوده است.